# Jean Frugier
Pour les articles homonymes, voir Frugier.
Jean Frugier, né le 25 août 1902 à Limoges (France) et mort le 15 avril 1985 à Antibes (France), est un homme politique français.

## Biographie
Après des études secondaires à Limoges, puis supérieures, en sciences physiques, à Poitiers, Jean Frugier s'oriente vers la médecine, à Paris.
Mobilisé comme lieutenant médecin au début de la seconde guerre mondiale, il s'engage après l'armistice dans la résistance.
Adhérent en 1947 au Rassemblement du Peuple Français, c'est sous cette étiquette qu'il est élu maire-adjoint de Garches en 1947, mandat qu'il conserve jusqu'en 1959.
En 1951, il est candidat en deuxième position sur la liste gaulliste menée par André Diéthelm dans la seconde circonscription de Seine-et-Oise, et est élu député.
Député actif, il dépose de nombreux textes, sur des sujets divers, mais dont aucun n'a trait aux questions de politique générale.
Après la mise en sommeil du RPF, il adhère au groupe de l'Union républicaine d'action sociale puis, en 1955, à celui des Républicains indépendants.
Lors des élections de 1956, il mène une liste « indépendante », qui n'obtient que 1,9 % des voix. Sa carrière politique nationale s'achève sur cet échec.